# Mas Vilardaga
|  | No s'ha de confondre amb Vilardaga. |

Mas Vilardaga és un mas típic català situat al municipi noguerenc de la Baronia de Rialb, en ple Prepirineu.

## Descripció i situació
Es tracta d'un mas del segle xv situat a migdia del poble i parròquia de Pallerols de Rialb. El 2002 l'edifici fou rehabilitat per funcionar com a allotjament rural. Al mateix temps es va restaurar un antic trull de vi d'origen medieval.
Al lloc s'hi accedeix per un camí carreter d'uns set-cents cinquanta metres que surt de la carretera LV-5118, que enllaça el municipi de la Baronia fins a Peramola, en el punt quilomètric 10.